# Назимок Іван Григорович
Назимок Іван Григорович (1923—2009) — генерал-майор Радянської Армії, учасник Другої світової війни, Герой Радянського Союзу (1944).

## Біографія
Народився 28 січня 1923 року в селі Шишине (нині — селище Станційне Топкінського району Кемеровської області). Закінчив дев'ять класів школи, після чого вступив на навчання до Кемеровського гірничого технікуму. У 1941 році був призваний на службу до Робітничо-селянської Червоної Армії. 1942 року він закінчив Кемеровське піхотне училище. З липня того ж року — на фронтах Другої світової війни. У боях тричі був поранений.
До вересня 1943 року старший лейтенант Іван Назимок командував 1-ю мінометною ротою 465-го стрілецького полку 167-ї стрілецької дивізії 38-ї армії Воронезького фронту. Відзначився під час битви за Дніпро. 28 вересня 1943 року рота під командуванням Івана Назимка переправилася через Дніпро у районі села Вишгород Київської області Української РСР та взяла активну участь у боях за захоплення та утримання плацдарму, відобразивши велику кількість німецьких контратак.
Указом Президії Верховної Ради СРСР «Про присвоєння звання Героя Радянського Союзу генералам, офіцерському, сержантському та рядовому складу Червоної Армії» від 10 січня 1944 року за "зразкове виконання бойових завдань командування на фронті боротьби з німецько-фашистськими загарбниками і виявлено " був удостоєний високого звання Героя Радянського Союзу з врученням ордена Леніна та медалі «Золота Зірка» за номером 2442.
Після закінчення війни продовжив службу у Радянській Армії. 1956 року він закінчив Військову академію імені М. В. Фрунзе. Був звільнений у запас у званні генерал-майора. Помер 19 квітня 2009 року, похований на Троєкурівському цвинтарі Москви.
Був також нагороджений орденами Червоного Прапора, Вітчизняної війни 1-го та 2-го ступенів, Червоної Зірки, «За службу Батьківщині у Збройних Силах СРСР» 3-го ступеня, медалями.